# Zhuang
Zhuang (kinesisk skrift: 壮族 eller 壯族, pinyin: Zhuàngzú) er navnet på et taifolk som hovedsageligt er bosat i Den autonome region Guangxi Zhuang i den sydlige del af Folkerepublikken Kina, og et af landets offentlig anerkendte nationale minoritetsfolk. Med over 16 millioner mennesker (folketællingen i 2000) er de det næst folkerigeste folk i Kina efter hankineserne, og dermed landets største minoritetsfolk. Deres sprog kaldes også zhuang.

## Historie
Zhuangfolket er et af Sydkinas ældste folk. Deres forfædre var grundlæggerne af riget Nanyue / Nam Việt (207–111 f.Kr.). Zhuangfolket var aktivt med i Taipingoprøret (1850–1864), i oprettelsen af sovjetområderne i Zuojiang og Yujiang (1927–1937) og i dannelsen af Det kinesiske kommunistpartis 7. og 8. Røde armé.

## Kultur

### Sprog
Sproget zhuang blev oprindelig skrevet med kinesisk skrift, men senere blev det latinske alfabet taget i brug, med de tilpasninger som også gælder for vietnamesisk (Vietnam og Guangxi er tilgrænsende områder).

### Religion
De fleste zhuangfolk praktiserer en traditionel animistisk og forfædreorienteret religion. Det findes imidlertid også kristne, buddhister og muslimer blandt dem i Guangxi.

## Etymologiske bemærkninger
Navnet zhuang blev tidligere skrevet 獞. Dette tegn har til venstre radikaltegnet "dyr", et tegn som også kan have en negativ undertone i nogle sammenhænge. Tegnet blev faktisk opfattet som nedsættende, og i 1949 blev det erstattet med 僮, med radikaltegnet for menneske til venstre. Senere er det blevet erstattet med tegnet 壯. Dette er et skrifttegn som betyder fast eller stærk.

## Geografi
Ved folketællingen i 2000 kom man til at der var 16.178.811 zhuangfolk i Kina. 91,4% af dem boede i den autonome region Guangxi Zhuan ; Derudover findes de især i provinserne Yunnan (6,5%), Guangdong (1%) og Guizhou. De har for øvrigt migreret til en række store og små byer over hele landet.
Der findes også zhuangfolk i Vietnam. Der er de defineret som flere mindre grupper som alle er nationalt anerkendte minoriteter: Tay (over 1,4 mill.), nung (over 800.000), san chay (ca. 140.000) og giay (38.000). Yderligere godt 6.000 giay bor i Laos.